# GLAY (GLAY原創專輯)
GLAY的第10張原創專輯，2010年10月13日發行。

## 簡介
- 前作『LOVE IS BEAUTIFUL』發行以來相隔3年9個月的原創專輯。團員自創事務所「loversoul music & associates」的第1張專輯，也是第1次以團名作為名稱的原創專輯。
- 以「可以說『這就是GLAY』的專輯」的概念來製作。
- 2011年台灣發行的台壓版以BONUS TRACK形式收錄「Thank you for your love」。

## 收錄曲目

### CD
1. 四季之名
2. 無瑕的SEASON
中段以GLAY近年少見的速彈吉他演奏。2010年10月15日，首次在電視節目MUSIC STATION演出。
3. WASTED TIME
以「1980年代」為主題所寫的歌曲。
4. 遙遠…
搭配TERU的假聲。
5. Apologize
2010年3月29日到4月21日的期間限定下載歌曲。2009年『GLAY ARENA TOUR 2009 THE GREAT VACATION』演唱會率先曝光。
6. 月夜
採用手風琴的歌曲。
7. 風中孤獨
弦樂和吉他互相搭配的歌曲。
8. Precious
42nd單曲。
9. Satellite of love
GLAY LIVE TOUR 2010-2011 ROCK AROUND THE WORLD演唱會場刊附屬CD中收錄Acoustic Version版。
押井守導演的短篇動畫電影「Je t'aime」插曲。編曲幾乎由HISASHI1人進行，原本預定放在最後1首。
10. Chelsea
11. Thank you for your love （台灣『台壓版』特別收錄）

### DVD （初回限定盤）
- 短篇動畫電影「Je t'aime」
- Precious (Music Video)
- BOYS ONLY NIGHT at 新潟LOTS (2010.07.30)

1. OPENING SE Tokyo vice terror
2. HIGHCOMMUNICATIONS
3. absolute"ZERO"
MC
4. laotour～顫抖的拳頭所抓住之物～
5. 向月亮祈禱
6. 誘惑
MC
7. Precious

- TERU Interview